# Бжещкі-Малі
Бжещкі-Малі (пол. Brzeszczki Małe, нім. Kleinbressen) — село в Польщі, у гміні Роґово Рипінського повіту Куявсько-Поморського воєводства.
Населення — 110 осіб (2011).
У 1975-1998 роках село належало до Влоцлавського воєводства.

## Демографія
Демографічна структура станом на 31 березня 2011 року:
|          | Загалом | Допрацездатний вік | Працездатний вік | Постпрацездатний вік |
| -------- | ------- | ------------------ | ---------------- | -------------------- |
| Чоловіки | 57      | 16                 | 32               | 9                    |
| Жінки    | 53      | 12                 | 26               | 15                   |
| Разом    | 110     | 28                 | 58               | 24                   |